# Археолошки музеј Истре
44° 52′ 14″ С; 13° 50′ 51″ И / 44.8704847° С; 13.8475209° И
Археолошки музеј Истре ( Хрватски : Археолошки Музеј Истре, кратка: Ами ) је музеолошка установа Републике Хрватске у којој се чува археолошка збирка налаза са подручја истарске општине Пула, основан је 1902. године. У Музеју се налази преко 3.000 експоната из праисторије, античке и средњовековног периода Истре. Музеј поседује и децентрализоване изложбени простор, као што је: налазиште Незакцијум. Споменици града Пуле о којима води бригу Музеј су: Амфитеатар, Аугустов храм, Дијанин храм, мозаик „Кажњавање Дирке“, Сергијев славолук, Двострука врата, Херкулова врата и базилика Свете Марија Формозе.

## Положај и размештај
Археолошки музеј Истре се налази у Улици Царрарина 3. у бившој згради аустријске гимназије (саграђена 1890. године и прилагођена новим потребама овог музеја), на источном ободу праисторијског градинског насеља и древне колоније Пуле.
Свечана античка Двострука капија (у оригиналу: Порта Гемина) и отворени лапидариј и парк, пут и широко степениште воде до главног улаза у зграду иза које је Мало римско позориште. Ова изложба, са мањим изменама, била је доступна јавности до краја Другог светског рата, када је већина предмета премештена у Италију током англо-америчке администрације.
Поред главне зграде, музеј је дислоцирао колекције у пулском амфитеатру, затим Аугустов храму, Цркви Срцa Исусова и Маријина и Незакцијуму.
- Неке од дислоцираних локација Музеја
- Амфитеатар

## Историја
Један од предуслова за оснивање Музеја било је откриће камених споменика у Аугустовом храму током прве половине 19. века, који су први послужили као основа за стварање будуће музејске збирке у Пули.
Међутим откриће камених, керамичких и металних предмета у Незакцијуму било је основа за оснивање Музеја старина (у оригиналу: Museo d'antichità), или Градског музеја у Пули (у оригиналу: Museo civico della città di Pola) 1902. године, у згради која данас не постоји, код Вазнесења Светог Стјепана, недалеко од Сергијевог славолука.
Пресељењем седишта Истарског друштва за археологију и завичајну историју (у оригиналу: Società istriana di archeologia e storia patria) и преношењем дела археолошких артефаката из Пореча у Пулу, Градски музеј се спаја са Државном збирком (камени споменици) и Поречким провинцијским Музејом (у оригиналу: Museo Provinciale) у једну институцију од провинцијског значаја.
Када је 1925. године основан Краљевски музеј Истре (у оригиналу: Regio Museo dell'Istria), велика количина музеалија наметнуло је потребу за новим простором. Проблем је решен тако што је бивша зграда аустријске гимназије (саграђена 1890. године) прилагођена новим потребама овог музеја. У новом простору Музеј је свечано отворен за јавност 1930. године.

### Музеј након припајања Истре Југославији
Када је Истра ушла у састав Југославије Музеј је 1947. године променила име у Археолошки музеј Истре и у континуитету делује у истој локацији до данас. Напуштени музеј примио је 15. новембра 1947. године Борис Баћић, који је био директор музеја до 1967. године, и шеф Одељења за праисторијску археологију до 1978. године. Након сређивања лапидаријума и израде поставке преосталих експоната, музеј је 1949. поново отворен као специјализовани археолошки музеј Истре.
Након много уложеног труда и систематског рада и великих напора хрватских и југословенских власти извршена је репарација дела археолошког материјала однетог Италију, тако да је 1961. године, након сређивања ова колекција смештен у зграду музеја преме дидактичко-визуелном концепту целокупног репрезентативног музејског фундуса.
Током 1968. године у приземљу музеја отворен је обновљени лапидаријум, а 1973. године на првом спрату отворене су изложбене сале са артефактима из праисторији, а на другом спрату из периода антика, касноантичког и средњовековног периода.
Изложбене дворане напрестано се допуњују новим налази са археолошких налазишта у Истри (праисторијске пећине, утврђења и некрополе, древни економски комплекси, зграде и гробља и сакрални објекти из ранохришћанског и византијског периода, периода инвазија варвара и словенских насеља у Истри ).

## Организација
Данас је Археолошки музеј Истре организован у неколико одељења:
- Археолошко одељење - које чине присторијске, античке, средњовековне и модерне збирке, са Нумизматичком збирком и Збирком подводне археологије,

### Одељења за документацију
Године 2009. усвојен је Статут Археолошког музеја Истре на основу кога је успостављен Одељење за документацију, са припадајућим фондовима секундарне музејске документације.
Секундарна документација укључује фондове који се физички чувају у том одељењу:
- Библиотека фотографија (датотеке сајта),
- Фотонегативи,
- Диатека,
- Цртежи планова и документације,
- Медијатека,

Ово одељење такође бележи и део разгранате музејске делатности: издавачка, изложбена и педагошка делатност, конзервација и рестаурација процедуре; уз то се чува и хемеротека.
У плану је успостављање дигиталног фонда теренских извештаја, музејских плаката и архивске документације о оснивању и историји музеја.
У Одељењу документације, поред различитих фондова и збирки, постоји и Радионица цртања и документације. У оквиру ове радионице аутори документарних филмова креирају теренску документацију о цртаним филмовима и цртају музејски материјал.

### Библиотечко одељење
Библиотека чува старе и вредне књиге које говоре о прошлости Музеја и Истре. Овај материјал је веома важан за археолошку библиографију и представља извор података за проучавање постојећих непрерађених музејских фундуса.
Неки од најзанимљивијих наслова у поседу библиотеке
- Atti e Memorie della Società istriana di archeologia e storia patria,
- Archeografo Triestino,
- Inscriptiones Italiae,
- Jahrbuch für Altertumskunde,
- Mitteilungen der K. K. Zentralkommission,
- J. Lavallet - L. F. Cassas, Voyage pittoresque et historique de l'Istrie et de la Dalmatie (Paris 1802),
- M. Tamaro, Le città e le castella dell'Istria (Parenzo 1802),
- P. Kandler, Notizie storiche di Pola (Parenzo 1876),
- B. Benussi, L'Istria sino Augusto (Trieste 1883),
- P. Stancovich, Biografia degli uomini distinti dell'Istria (Capodistria 1888),
- C. De Franceschi, L'Istria: note storiche (Parenzo 1897),
- C. Marchesetti, I castellieri preistorici di Trieste e della regione Giulia (Trieste 1903),
- G. Caprin, L'Istria nobilissima (Trieste 1905),
- A. Gnirs, Istria praeromana (Karlsbad 1925),
- B. Schiavuzzi, Il Duomo di Pola (cenni storici) (Pola 1924),
- D. Rismondo, Dignano d'Istria, Nei ricordi (Ravenna 1937),
- Inventario degli oggeti d'arte d'Italia, provincia di Pola (Pola 1935)

### Одељење за образовање
Археолошки музеј Истре од 1955. године обраћа посебну пажњу на образовне активности. Тада је њен први директор проф. Борис Баћић изјавио да је музеј...
...као установа културе задужена за заштиту споменика, а истовремено представља школу за опште културно уздизање одраслих и мора бити велика подршка у образовању младих.
 Тако су од 1955. до 1968. године, у оквиру образовног програма, организовани излети за ученике истарских школа до важних места широм полуострва, као и предавања о археологији Хрватске за школски узраст.
Године 1969. отворено је место кустоса педагога, музејског радника који се посебно залагао за интересе свих категорија посетилаца музеја. Бројни стручњаци, попут Бориса Баћића, Весне Гирарди-Јуркић и Љубице Ширец, бавили су се овим у прошлости музеја.

Да би се посетиоцима посветила посебна пажња, 1985. године Музеј је основао Педагошку службу која је 2008. године преименована у Одељење за образовање. 
Главни циљ овог одељења је да музејску грађу учини предавачима доступнијом кроз предавања, изложбе, радионице, вођене туре кроз сталне поставке и друге пројекте, са посебним нагласком на неговању и обогаћивању основних информација о локалној историји стечених у школи.

### Конзерваторско-рестаураторско одељење
Конзерваторско-рестаураторско одељење (раније Радионица за рестаурацију и припрему) Археолошког музеја Истре основан је у другој половини 20. века и налази се у подруму зграде Музеја од оснивања.
Особље одељења примарно и секундарно обрађује археолошки материјал од тренутка када стигне у зграду, док га кустос не преузме. Примарна конзервација се састоји од прања, сушења, прегледа и паковања, а секундарни се односи на конзервацију и рестаурацију археолошких предмета. Најчешћа се рестаурира керамика, стакло, метал, камен, кости и јантара у згради Музеја, а често конзерватори излазе на терен да обрађују мозаике и зидне малтере и фреске.
Запослени у овом одељењу надгледају стање експоната, како у згради, тако и у одвојеним изложбеним просторима, а по потреби конзервирају и обнављају археолошке предмете музеја, чији је матична институција Археолошки музеј Истре.

## Збирке музеја
Збирка подводне археологије
Ова збирка Археолошког музеја Истре основана је почетком 2015. године, са намером да обрађује и чувају археолошке предмете везани за поморске и наутичке активности, као и они налази који су у Истарској жупанији потопљени или су остали испод нивоа мора или нивоа унутрашњих вода због одређених геоморфолошких и хидролошких утицаја у прошлости.
Збирка поседује покретне археолошке налазе од керамике, стакла, метала, костију, камена, дрвета и коже који датирају од праисторије до новог века, а потичу са археолошких налазишта Истарске жупаније.
Праисторијска збирка
Праисторијску збирку Археолошког музеја Истре чине налази из периода од палеолита до последњих векова пре Христа. Велики број налаза прикупљен је површинским истраживањем терена и често представљају једини доказ о постојању археолошког налазишта на којем нису спроведена друга истраживања.
Најчешће су то фрагменти керамике, оруђа од костију или камена прикупљени на површини бројних баштенских насеља, као што је локалитет Незакциј - Визача код Валтуре, са богатом некрополом урни из гвоздених доба и фрагментима праисторијских камених скулптуре и рељефа.
Налази из ове збирке били су својевремени од пресудне важности за оснивање музеја у Пули 1902. године.

## Сталне поставке
Зграда музеја која је уређена према дидактичко-визуелној концепцији целокупног репрезентативног музејског фонда у оквиру сталних поставки има следеће:

### Праисторија (први спрат)
У садашњој сталној поставци, пажљивим одабиром археолошких предмета приказан је развој материјалне културе у Истри од праисторије (палеолит, неолит, бронзано доба) и посебно богати налази из последњег миленијума пре нове ере са древне некрополе старих Истрана.
Преглед развоја живота у Истри представљен је на графикону са временском линијом, затим избором најчешћих фосилних налаза и сликовитим приказом људског развоја.
За период палеолита истакнуто је неколико пећина истражених на подручју Ћићарија и Ромуалдових пећина и Шандала, од којих је изложен мали избор каменог оруђа и животињских костију. На прозорима исте дворане изложени су најстарији фрагменти импресо керамике с подручја јужне Истре, посебно Вижула код Медулина, као и неколико фрагмената посуда из пећине Јами на Среди са острва Цреса.
- Керамика с подручја Истре

Бронзано доба у Истри приказују бројна утврђена насеља, приказана кроз тлоцрте Carla Marchesettija и истражени детаљи насеља (улазни системи кроз бедеме, темељи кућа, пећи), затим избор типичних фрагмената керамике, реконструкције и реплике грнчарије (Монкодоња, Градина на Великом Бријуну).
У две сале приказана је материјална култура Истријана, становника гвозденог доба Истре (избор гробних налаза са некропола Незакција, Лимске градине, Пицуге, Каштела код Буја, Каштелира код Нове Васи и Пуле). Поред гробних урни локалне производње са типичним геометријским орнаментима, изложене су и посуде по узору или увози из северне Италије и венецијанске културе, вазе, посуде етрурског порекла, ретке црне и црвене фигуралне грчке вазе из гробова богатих покојник. Уз гробове су биле и бронзане посуде, кациге и комади накита.
Поред налаза са Истарске некрополе, изложен је и избор предмета са Либурнске некрополе истражене у Осору, са накитом који се потпуно разликује од онох хистарског.
Најмлађи експонати су фибуле латеноидних облика из последњих векова пре нове ере, из некрополе Пицуга.

### Антички период (приземље и други спрат)
Антички период и римска владавина приказана је у лапидаријум у приземљу и ходницима музеја, а на другом спрату су експонати античких некропола, колекције стакла, керамике, метални предмети, портретне и украсне скулптуре, грађевински материјали.
Лапидаријум у приземљу садржи богату колекцију камених споменика из периода римске владавине. По типу су најбројнији надгробни споменици који доносе имена и податке о животу становника римске колоније Поле, а изложени су у приземљу ходника.
У једној од просторија су прикупљени значајни надгробни споменици, почасни и заветни споменици из оближњег Незакција, са подручја колоније Парентиум (данас Пореч) и из других места источне и северне Истре.
У сали на првом спрату приказан је древни град Пулу и његова општинску територија, као и карактеристичне налазе из римских гробница, примерци римског новца у хронолошком редоследу, од периода ране републике до краја царства. Римски новчићи од 1. до 5. века на лицу увек носе портрет цара или члана његове породице, испрва у профилу, а из 3.. века гледано са предње стране у лице. На наличју су симболи идеолошког и политичког програма, који су често оличени у лику младе жене.
По значају се истиче мермерна плоча са одлуком градског већа римске колоније Поле да се заслужни грађанин додели јавни простор за вршење верске службе, који носи пуни званични назив римског града.
- Античка збирка Музеја

У другој сали налази се избор мермерних украса и статуа и предмета који се користе у свакодневном животу: гвоздени алати, керамичко посуђе, бронзани прибор и лампе, делови накита и костима, козметика од костију, стаклени балзами, вазе и урне.
На зидовима су изложене репродукције отисака с краја 18. века. века с приказом тадашње Пуле и њених најатрактивнијих споменика.
О производњи керамике у Истри сведоче калупи за израду уљаница и налазишта пећи у Фажани, у којима су израђиване амфоре и кровне тегуле с печатима власника, чланова сенатске династије Лекани Бас и њихових вођа.
Посебан део изложбе су различити начини поплочавања подова, и полагање керамичких и оловних водоводних цеви и реконструкција римског сидра.

### Касни антика и рани средњовековни период (приземље и други спрат)
Из овог перида на другом спрат налазе са материјално остаци из ранохришћанских некропола, замкова, ранохришћанских цркава (гробни налази - накит и делови ношње са словенских некропола) до периода феудализације и део средњовековног лапидаријума (збирка средњовековна плетена пластика).
Поред камених споменика, у две јужне сале у приземљу зграде налазе се:
- Ранохришћански разнобојни мозаици из Незакција и Пуле (Свети Јован Нимфејски, Свети Фелицити, Свети Никола).
- Делови црквени намештај (олтарне преграде, амвони, циборијуми, саркофази)
- Црквена архитектура (капители, трансепти прозора), углавном украшени предроманичким плетеним рељефима раног средњовековног раздобља из Пуле (катедрала Свете Марије, Светог Фелицити, Светог Јован близу Нимфеја, Свете Марије Формозе) и других цркава у јужној Истри (Свети Ловре код Шијане, Света Луција код Вал Судигија и на станици Саволаго код Галижане, Свети Пелегрин код Фажане, Свети Андрија - Бетига код Барбариге и црква Гуран, Свети Квирин код Водњана, Свети Андрија код Ровиња,Свети Петар код Лоборике и Марчана).

- Касноантика и раносредњовековна збирка Музеја
- Башчанска плоча

На другом спрату део сталне поставке су материјални остаци бројних локалитета из два културна раздобља: касноантичке и ранохришћанске ере и времена раносредњовековних насеља Истре. У првој дворани систематизовани су налази из пулских касноантичких појединачних гробова са ширег подручја (Шкицини, Бетегеница, Лакужа, Фажана, Бријуни) и они са ширег подручја Истре (Замбратија, Карпињан, Сошићи, Јурали), претежно керамичке посуде израђене код куће, и метални предмети (стандардни накит, фибуле, комплети каиша) из 4. и 5. века Налази прикупљени током истраживања ранохришћанских гробља у близини цркве Светог Петра код Двиграда, Светог Елизеј код Фажане, Свете Марије на Бријунима и са локалитета у Франчинама код Пазина.
Период франачке владавине у Истри представљен је сребрним и бронзаним накитом (прстенови, наушнице) са великог старохрватског гробља у Жмињу (8. - 9. век) и са гробља код Малих Врата у Бузету (9. век).
У овом делу поставке представљен је ковчег од слоноваче из Пирана - византијско дело украшено дионизијским призорима (9. - 10. век).
Последњи изложбени одељак посвећен је развоју глагољице, која је на подручју Кварнера и Истре оставила значајне споменике старохрватске писмености (6. и 7. век), попут Валунске плоче, фрагмента Грдосела, Башчанске плоче, и Пломинског натписа.

### Средњовековна збирка
Средњовјековна археологија у Истри посебно је обогаћена порастом нових истраживања након Другог светског рата, када је у оквиру Археолошког музеја Истре основан средњовјековно дељење, из кога је касније развијала раносредњовековне, односно старохрватске археологије у Истри. То је омогућило презентацију досадашњих сазнања и нових сазнања отварањем сталне поставке 1973. године.
Поред камених споменика, у две јужне сале у приземљу зграде налазе се и ранохришћански разнобојни мозаици из Незакција и Пуле (Св. Јован Нимфејски, Св. Фелицити, Св. Никола). Делови тзв црквени намештај (олтарне преграде, амвони, циборијуми, саркофази) и архитектура (капители, прозорски трансепти), углавном украшени предроманичким плетеним рељефима раносредњовековног раздобља из Пуле (катедрала св. Марије, св. Фелицити, св. Јован близу Нимфеја, Свете Марије Формозе) и других цркава у јужној Истри (Св. Ловре код Шијане, Света Луција код Вал Судигија и на станици Саволаго код Галижане, Свети Пелегрин код Фажане, Свети Андрија - Бетига код Барбариге и црква Гуран, Св. Квирин код Водњана, Св. Андрија код Ровиња, Св. Петар код Лоборике и Марчана).
Последње две сале сталне поставке (2. спрат) приказују материјалне остатке бројних локалитета из два културна раздобља: касноантичке и ранохришћанске ере и времена раносредњовековних насеља Истре. У првој дворани су систематизовани налази из касноантичких пулских појединачних гробова са ширег подручја (Шкицини, Бетегеница, Лакужа, Фажана, Бријуни) и они са ширег подручја Истре (Замбратија, Карпињан, Сошићи, Јурали), наиме керамика посуде, најчешће домаће израде, и метални предмети (стандардни накит, фибуле, комплети каиша) из 4.. и 5. века, налази прикупљени током истраживања ранохришћанских гробља у близини цркве Св. Петра код Двиграда, Св. Елизеј код Фажане, Св. Марије на Брионима и са локалитета у Франчинама код Пазина.

## Дислоцирани простори музеја

### Амфитеатар
Амфитеатар у Пули или Арена је антички римски амфитеатар. Саграђен је између 100. и 200. године нове ере по налогу римског цара Веспезијана у време док је Пула била регионални центар римске власти, тада звана Пијетас Јулија.
У њему су се одржавале гладијаторске и витешке борбе, борбе с дивљим зверима и друге представе, које су биле најважнија друштвена збивања у античком свету. Изграђен је изван градских зидина надомак града, уз главни пут Виа Флавија, који је из Пуле водио у Аквилеју и Рим. Могао је да прими до 25.000 гледалаца.
Овај споменик културе један од најбоље очуваних амфитеатара у свету и трећи по величини.

### Августов храм
Августов храм, као један од дислоцираних објекта Археолошког музеја Истре изворно посвећен богињи Роми и цару Августу. Налази се на северозападној страни Форума. Састоји се од веће затворене просторије - целе и мањег, према тргу отвореног предворја, које са чеоне стране омеђују четири, а са бочне по један стуб са коринтским капителима. Уздужни зидови целе продужују се у предворје, у коме се завршавају канелисанимн полустубовима. Зидови целе грађени су од великих и правилно клесаних камених блокова.
Западни зид је од ломљеног камена што указује на обнављање храма након бројних оштећења која је храм претрпео.
У храму је изложена колекција древних скулптура из Истре, а међу њима се истичу мермерне царске статуе.

### Црква Срцa Исусова и Маријина у Пули
Након обнове Црква Срцa Исусова и Маријина у Пули стављања су у функцију 2011. године, као мултифункционалан и мултимедијалани простор некадашње цркве, предвиђен за одржавање предавања, конгреса, научних трибина, представа, концерата, приказивање филмова, фестивале и слично. Такође, и околни простор је уређен за извођење разних манифестација.

Према плановима Археолошког музеја Истре у овом дислоцираном делу музеја приступило се...
брендирању новог музејско-галеријског простора, стварање визуелног идентитета, те поступно претварање цркве у место презентације културних садржаја за туристе током летњих месеци, као и центара у коме би се одвијао културни живота града Пуле и Истарске жупаније током читаве године.
- Део експоната из музејско-галеријског простора Света Срца

### Археолошки парк Незакциј
Незакциј (hr Vizače, lat. Nesactium) некад древни град и главно средиште илирског племена Хистри које се формирало почетком гвозденог доба након насељавања данашњег полуострва Истра, која је по њима и добила име, а данас археолођки парк у саставу Музеја у пули
Незакције је био последња престолница Хистра на полуострву а његов крај у аутохтоном смислу означава 177. година пре Христа када је пао под римску власт, настављајући живот у новом амбијенту.
Данас је то место археолошки парк са очуваним (конзервираним) архитектонским остацима римске и касне антике, једно је од најважнијих археолошких налазишта у Истри и споменик културе у Републици Хрватској.
Најстарији трагови насеља потичу из бронзаног доба, а затим од гвозденог. Стрме падине Главице биле су добра одбрамбена заштита, али град је на дну брда окруживало неколико појасева зидова, од којих су неки римског порекла и коришћени су до касне антике. Између зидова и насеља препознају се још две терасе за које археолози сматрају да су зоне праисторијских насеља. Није познато како је изгледало праисторијско насеље, али се поуздано зна да се живот у Незакцију у континуитету одвија од од 9. века п. н. е. до краја 6. или почетка 7. века, односно до најезде варвара и Словена који су разорили многа античка насеља на полуострву Истра.
- Део археолошког парка Незакциј